# Açoriano Oriental
L'Açoriano Oriental est un quotidien açoréen publié sur l'île de São Miguel. Il est le plus ancien journal en circulation au Portugal, et un des 10 plus vieux journaux au monde toujours publié avec le même nom.

## Histoire
Quatre mois avant la création du quotidien, la première loi sur la liberté de la presse était publiée au Portugal.
Sa première édition fut publiée le 18 avril 1835. Il eut comme directeur José Maria da Câmara Vasconcelos jusqu'à la soixantième édition, son frère Manuel António de Vasconcelos lui succédant. Né à Pilar de Bretenha, c'était une personnalité dans laquelle le politique et le journaliste étaient associés et confondus dans une même vocation de service public et communautaire. Il était un libéral vigoureux défenseur de ses principes, et la fondation du journal s'inscrivait sans équivoques dans les lutes politiques qui se déroulaient au niveau national. Ce journaliste établi, dans la première édition du journal, ce qu'on appellerait aujourd'hui le « statut éditorial », et qui, encore aujourd'hui, est considéré, par sa vigueur et sa sobriété, comme une pièce journalistique notable. À partir de la soixante-dixième édition, Francisco Xavier Correia fut l'éditeur principal, étant suivi par Frédéric Jacome Correia et F. J. P. de Macedo.
On doit aussi signaler le nom de Manuel Ferreira de Almeida qui, pendant trente ans et avec de grands sacrifices, a maintenu le journal toujours en publication, jusqu'à, dans le milieu des années 60, être acquis par Impraçor. Le premier janvier 1979, il devint quotidien.
En novembre 1996, il fut intégré au sein de l'entreprise Açormedia, constituée à partir des actionnaires de Impraçor, auxquels s'ajoutèrent le Grupo Lusomundo, qui détient la majorité du capital.
Il reçut, en 1989, le titre de membre honoraire de l'ordre de l'Infant Dom Henri.
Il est dirigé actuellement par Paulo Simões.